# Cử nhân (học vị)
Cử nhân (tiếng Anh: Bachelor's degree) là một học vị dành cho những người đã tốt nghiệp chương trình đại học tùy theo quy định của mỗi quốc gia.
Ở Việt Nam, bằng cử nhân được cấp cho sinh viên tốt nghiệp đại học thuộc các ngành khoa học tự nhiên, khoa học xã hội và nhân văn, sư phạm, luật, kinh tế (cử nhân khoa học, cử nhân kinh tế, cử nhân luật...). Thời gian đào tạo của chương trình đào tạo cử nhân thường là 4 năm. Trong khi đó, sinh viên tốt nghiệp đại học thuộc các ngành kỹ thuật được cấp bằng kỹ sư; ngành kiến trúc cấp "bằng cử nhân"; ngành dược cấp "bằng dược sĩ" hoặc "bằng cử nhân".

## Từ nguyên
Cử nhân (chữ Hán: 舉人) ban đầu mang nghĩa là người được tiến cử, xuất phát từ chế độ tiến cử ở Trung Quốc thời Hán trở về trước. Sau khi thể chế khoa cử được thành lập ở Trung Quốc, Cử nhân là danh xưng được dùng để chỉ những người đủ điều kiện để thi Tiến sĩ.
Tại Việt Nam, danh hiệu Cử nhân được sử dụng phổ biến từ năm 1828, dưới thời vua Minh Mạng, dùng để thay thế danh hiệu Hương cống (鄉貢). Đến đầu thế kỷ XX, sau khi hệ thống khoa bảng Nho học truyền thống bị bãi bỏ, danh hiệu Cử nhân được dùng để chỉ những người đã lấy được chứng chỉ Diplôme national de licence trong hệ thống giáo dục của Pháp, nên còn gọi là Cử nhân Tây học để phân biệt với Cử nhân Nho học trong hệ thống giáo dục khoa bảng truyền thống. Sau khi tuyên bố độc lập vào năm 1945, chính quyền Việt Nam Dân chủ Cộng hòa đã chính thức dùng danh xưng Cử nhân để chỉ những người đã có chứng chỉ tốt nghiệp trong hệ thống giáo dục Đại học và Cao đẳng quốc gia. Cách dùng này đã được duy trì sử dụng cho đến ngày nay.

## Học vị Cử nhân hiện đại

#### BA, AB, BS, BAAS, BSc, SB, ScB
Ngày nay, hầu hết những bằng tốt nghiệp đại học được trao là bằng BA (Bachelor of Arts/Artium Baccalaureus - BA/AB) hoặc BS (Bachelor of Science/Scientiæ Baccalaureus - BS, BSc, SB, ScB). Về cơ bản thì ở các trường nổi tiếng như Oxford, Cambridge và trường Dublin, những người tốt nghiệp các ngành khoa học cơ bản mới có bằng BA. Những người tốt nghiệp các ngành khoa học ứng dụng được cấp bằng BAAS (Bachelor of Applied Arts and Sciences).
Kể từ cuối thế kỷ 19, hầu hết các trường đại học trong Khối thịnh vượng chung đã theo trường Đại học London phân chia các chuyên ngành đại học (trừ Luật, Y khoa, và Kỹ thuật) thành hai loại lớn là nghệ thuật và khoa học nhằm phân biệt bằng BA - cử nhân về nghệ thuật và bằng BS - cử nhân về khoa khoa học.
Tại Hoa Kỳ, nhiều trường cao đẳng (đặc biệt là các trường cao đẳng nghệ thuật độc lập) trao bằng cử nhân nghệ thuật BA cho tất cả các ngành học thuật. Trong các trường này, sinh viên theo học các chuyên ngành học thuật như tiếng Anh, Hóa học,... sẽ nhận được nhận bằng BA trong khi sinh viên theo học các ngành như Khoa học Cảnh sát, Tài chính, Điều dưỡng sẽ được nhận bằng BS. Một số trường trao bằng BA cho các ngành thuộc nhóm khoa học về nhân văn và bằng BS cho khoa học tự nhiên và khoa học xã hội.
Ba trường đại học của Hoa Kỳ: Viện Công nghệ California, Viện Công nghệ Georgia, và Viện Công nghệ Massachusetts, sáu Học viện Hàng hải cũng như trong năm học viện khác như Hậu cần Quân sự, Hải quân, Không quân, Vận tải biển và Cảnh sát biển cấp bằng BS cho mọi ngành học, bao gồm các ngành mà tại các cơ sở đào tạo khác bằng được cấp là bằng BA.
Trong cùng một chuyên ngành, chẳng hạn như khoa học máy tính, nhưng Viện Đại học Harvard lại cấp bằng A.B. (Cử nhân Nghệ thuật) cho sinh viên Trường Đại học Harvard (Harvard College), bằng S.B. (Cử nhân Khoa học) cho sinh viên của Trường Kỹ thuật và Khoa học ứng dụng (SEAS), và bằng A.L.B. (Cử nhân Nghệ thuật Khai phóng) cho sinh viên của Trường Harvard Mở rộng (HES).

#### Bằng kỹ sư
Bằng Kỹ sư (Baccalaureus trong Arte Ingeniaria), cử nhân Khoa học ứng dụng là một văn bằng được trao cho sinh viên đã hoàn thành khóa học ba hay bốn năm về các ngành kỹ thuật. Các từ viết tắt thường gặp bao gồm Beng, BE, BSE, BESc, BSEng, BASc, BTech, BSc (Eng), Amie, GradIETE. Baccalaureus trong Arte Ingeniaria được cấp bởi Trường Đại học Dublin (Trinity College Dublin), một số trường đại học Nam Phi gọi bằng kỹ sư của họ là BIng (Baccalaureus Ingeniaria). Tại mỗi phân ngành, có thể có các tên gọi cụ thể hơn, chẳng hạn như BSEE là bằng Kỹ sư Kỹ thuật điện hoặc bằng BSE và BSEng (kỹ sư Công nghệ Phần mềm), được cấp bởi Trường Đại học Waterloo và Trường Đại học Victoria. Ở Ấn Độ, bằng Kỹ sư và bằng AMIE, với tên chuyên ngành được viết trong dấu ngoặc đơn thí dụ như BE (computer) được cấp cho sinh viên tốt nghiệp ở các chuyên ngành kỹ thuật: Máy tính, Điện, Cơ khí, Thông tin, Xây dựng, Chất dẻo, Hóa chất,...
Bằng cử nhân Khoa học về Kỹ thuật Công nghệ (BSET) được trao cho sinh viên đã hoàn thành một khóa học bốn năm nghiên cứu về công nghệ kỹ thuật. Thể bao gồm cả công nghệ kỹ thuật nói chung, công nghệ cơ khí, công nghệ kỹ thuật điện và công nghệ kỹ thuật dân dụng.

#### Bằng về Kinh doanh và Quản lý
Bằng cử nhân Quản trị Kinh doanh (BBA, Bachelor of Business Administration) được trao cho những sinh viên hoàn tất chương trình học 3-4 năm ngành Quản trị kinh doanh. Người có bằng BBA không nhất thiết phải luôn luôn có chuyên môn chính trong một lĩnh vực cụ thể như Kế toán, Tài chính, Nguồn nhân lực/Nhân sự, Marketing, Quản lý, Quản lý Hệ thống Thông tin, Bất động sản, Quản lý Chiến lược,... Các chương trình đào tạo tương tự bao gồm: Khoa học Quản trị Kinh doanh, Khoa học trong Kinh doanh, Quản lý Khoa học và Quản trị học.
Tương tự, bằng cử nhân Thương mại (Bachelor of Commerce, BCom hoặc BComm ở Canada) là một văn bằng đại học trong Quản trị Kinh doanh nói chung, với chương trình chủ yếu thiên về lý thuyết và thường kết hợp một chuyên ngành chính. Sau này, sự khác biệt giữa BComm và BBA là cho phép sinh viên áp dụng lý thuyết vào các tình huống kinh doanh thực tế trong cuộc sống trong khi trước đây chương trình đào tạo 3 năm thường tập trung vào những ý tưởng và khái niệm.
Bằng cử nhân Khoa học Kinh doanh (BBusSc, Bachelor of Business Science) tương tự như BCom nhưng khóa học kéo dài bốn năm và chủ yếu tập trung vào lĩnh vực này. Chương trình gồm có lý thuyết quản lý nhưng ở mức độ chuyên sâu hơn và sinh viên phải theo một khóa học toàn thời gian về Toán học ở năm học đầu tiên.
Bằng cử nhân Kế toán (Bachelor of Accountancy, B. Acy hoặc B. Acc.. hay B. Accty) là một văn bằng chuyên ngành Kế toán, chủ yếu (hoặc chỉ) được công nhận để hành nghề sau này. Văn bằng này khác biệt với BBA hoặc BComm ở chỗ toàn bộ chương trình chỉ tập trung vào Kế toán.
Các cử nhân Kinh tế (Bachelor of Economics, BA Econ, BEC, BEconSc, BSc (Econ)) là những người có trình độ chuyên môn trong lĩnh vực kinh tế, được đào tạo qua các khóa học kéo dài từ 3 đến 6 năm, và thường tập trung vào lý thuyết và Toán học hơn BBA hoặc BComm. Bằng cử nhân Tổ chức Quản lý (Bachelor of Arts in Organizational Management, BAOM) được trao cho những sinh viên hoàn tất khóa học bốn năm với nội dung cơ bản là nghiên cứu, tìm hiểu chức năng tổ chức, truyền thông, nhóm hành vi, quyết định, nguồn nhân lực quản lý, đạo đức,... nhằm phát triển và triển khai các kỹ năng hiệu quả trong việc quản lý và lãnh đạo.

#### Bằng cử nhân về Khoa học Máy tính và Hệ thống thông tin
Các chương trình đào tạo về công nghệ thông tin khác nhau gồm: lập trình, thiết kế cơ sở dữ liệu, phần mềm kỹ thuật, mạng và hệ thống thông tin. Trọng tâm của chương trình có thể về các khía cạnh kỹ thuật hoặc lý thuyết.
Chương trình đào tạo về Khoa học Máy tính tập trung chủ yếu hướng về lý thuyết, bao gồm: cử nhân Toán (Bachelor of Computing, BComp) và cử nhân Khoa học Máy tính (Bachelor of Computer Science, BCompSc). Các chương trình đào tạo hướng về ứng dụng bao trùm các lĩnh vực của ngành công nghiệp Công nghệ thông tin (CNTT): Phần mềm, Hệ thống Thông tin và Truyền thông dữ liệu,... cấp các bằng cử nhân Toán ứng dụng (Bachelor of Computer Applications, BCA), cử nhân Công nghệ thông tin (Bachelor of Information Technology), cử nhân Khoa học về Công nghệ thông tin (Bachelor of Science in Information Technology, BSc IT) và cử nhân Khoa học ứng dụng về Công nghệ thông tin (Bachelor of Applied Science (Information Technology), BAppSc (IT)).
Chuyên ngành kết hợp CNTT với kinh doanh cũng được nhiều trường đại học giảng dạy, chẳng hạn như cử nhân Kinh doanh và Hệ thống thông tin gồm chương trình cử nhân kinh doanh, như BBA hoặc BComm, kết với hệ thống thông.